# Meneses de Campos
Meneses de Campos – gmina w Hiszpanii, w prowincji Palencia, w Kastylii i León, o powierzchni 28,21 km². W 2011 roku gmina liczyła 124 mieszkańców.